# Llanura de Flandes

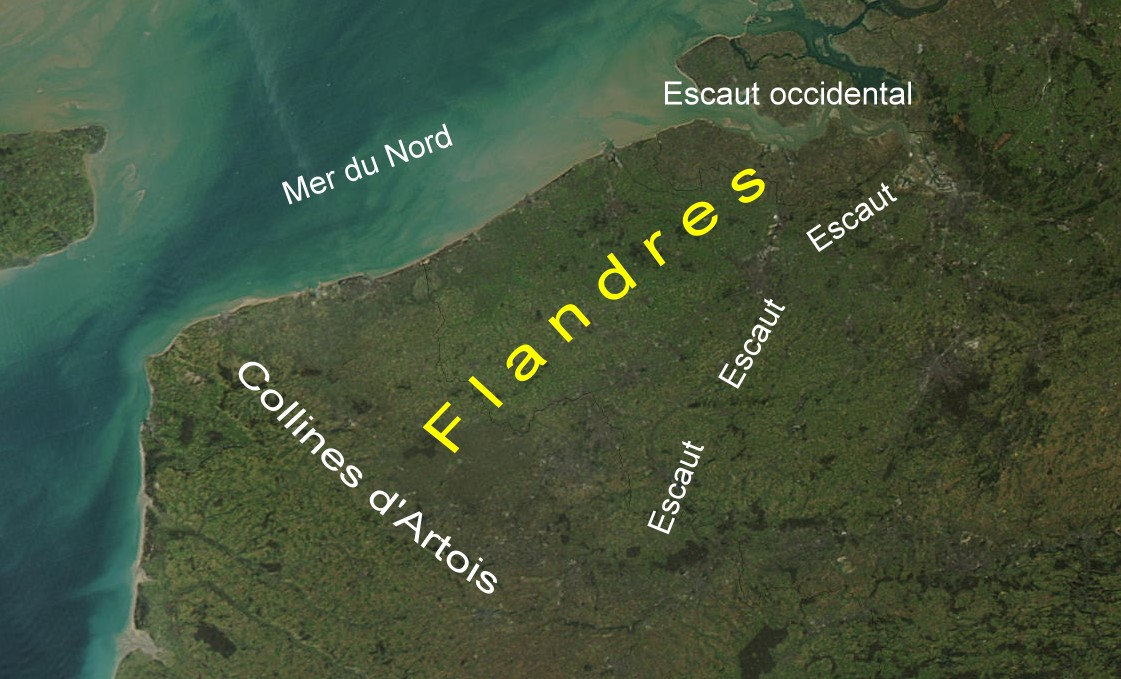
Geografía de Flandes en una ortofoto.

La llanura de Flandes (en francés: Plaine de Flandre) es una llanura o planicie del noroeste de Europa, en territorios de Francia y Bélgica, parte de la cuenca belgo-neerlandesa.
Las principales ciudades de la llanura de Flandes, belga o francés, son, entre otros: 
- Calais o Kales en neerlandés (Francia, Flandes francés);
- Douai o Dowaai en neerlandés (Francia, Flandes francés);
- Dunkerque o Duinkerke, en neerlandés (Francia, Flandes francés);
- Hazebrouck o Hazebroek en neerlandés (Francia, Flandes francés);
- Lille o Ryssel en flamenco francés o Rijsel en neerlandés (Francia, Flandes francés);
- Brujas o Bruges en francés o Brugge en neerlandés (Bélgica, Región Flamenca);
- Gante o Gand en francés o Gent en neerlandés (Bélgica, Región Flamenca);
- Tournai o Doornik en neerlandés (Bélgica, Región Valon, Flandes francés);